# Mulheres e crianças primeiro

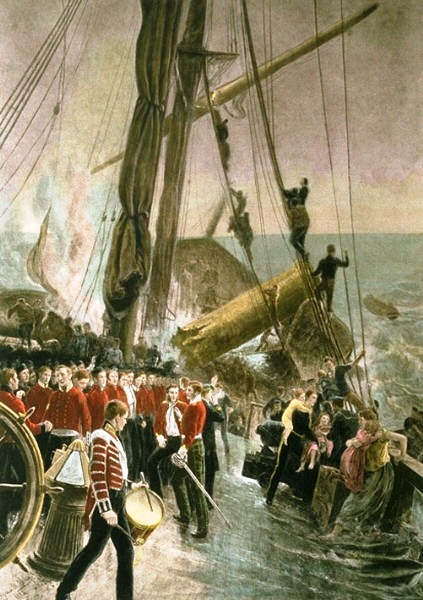
Famosa pintura de Thomas Hemy (circa 1892) de soldados em pé no HMS Birkenhead enquanto as mulheres e crianças entram nos botes ao fundo.

"Mulheres e crianças primeiro" (ou em menor grau, o Birkenhead Drill) é um código de conduta datando de 1852, pelo qual as vidas de mulheres e crianças deveriam ser salvas primeiro em uma situação que ameaça a vida, geralmente abandonando o navio, quando os recursos de sobrevivência, como botes salva-vidas são limitados.
Enquanto a frase aparece pela primeira vez no romance de 1860 Harrington: A Story of True Love, de William Douglas O'Connor, a primeira aplicação documentada de "mulheres e crianças primeiro" ocorreu em 1852 durante a evacuação do navio da Marinha Real Britânica HMS Birkenhead. No entanto, é mais associado ao naufrágio do RMS Titanic em 15 de abril de 1912. Como código de conduta, "mulheres e crianças primeiro" não tem base no direito marítimo. De acordo com o especialista em evacuação de desastres Ed Galea, em evacuações nos tempos atuais as pessoas geralmente ajudarão os mais vulneráveis a abandonar a cena primeiro, provavelmente os feridos, idosos e crianças pequenas."

## História

### Século XIX

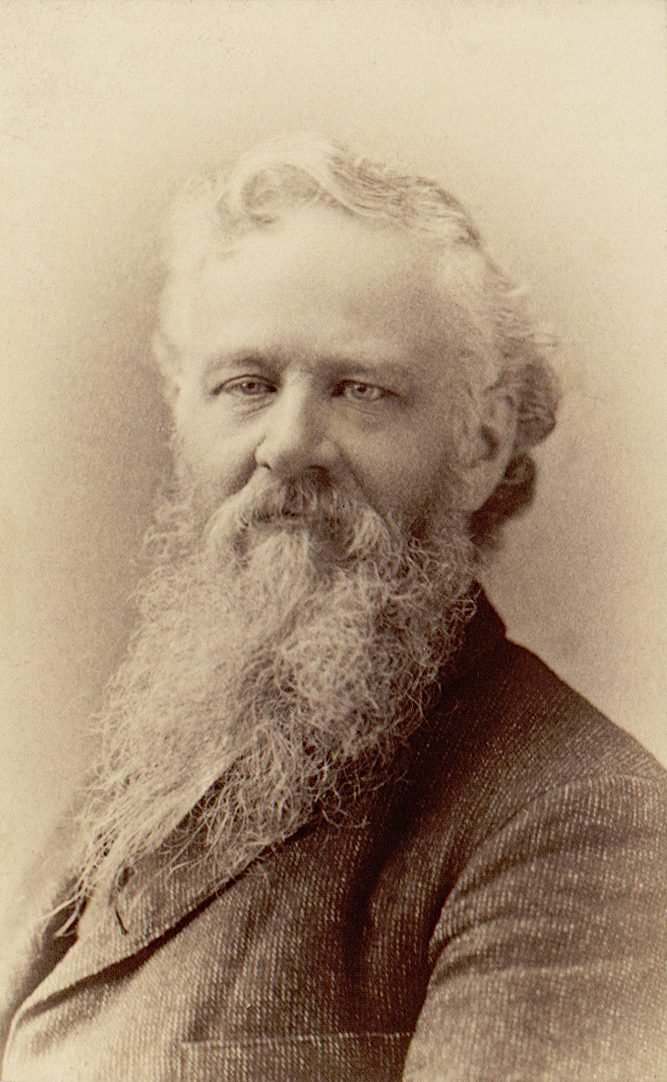
O romancista William Douglas O'Connor

A primeira aparição conhecida da frase "mulheres e crianças primeiro" ocorreu no romance de 1860 Harrington: A Story of True Love,
durante o relato da morte do capitão Harrington, o pai do personagem epónimo John Harrington. A morte ficcional do Capitão Harrington ilustra não apenas o conceito de "mulheres e crianças primeiro" mas também que "o Capitão afunda com seu navio".

"De volta aos botes," [Captain Harrington] grita, pegando a haste de ferro. "O primeiro homem que tocar um bote vou quebrar sua cabeça. Mulheres e crianças primeiro, homens."...
"Timbs," diz ele, "dê meu amor à minha esposa e garoto, se eu nunca os ver de novo. Deus os abençoe, homens."...
[Capitão Eldad] fez uma pausa, limpando com a manga as lágrimas de sal que a morte de um homem corajoso trouxe aos seus olhos.
"Esta foi a estória, e estas foram as últimas palavras que Timbs trouxe à sua casa para sua mãe ... E foi assim que ele morreu. Mulheres e crianças se salvaram. É um consolo... Mas ele morreu...
"Era uma maneira vã de sair do mundo," [John Harrington] disse. "A vida é doce para mim com a memória de tal pai."

Durante o século XIX e o começo do século XX, os navios normalmente não carregavam botes salva-vidas suficientes para salvar todos os passageiros e tripulação em evento de desastre. Em 1870, respondendo a questão da Câmara dos Comuns do Reino Unido sobre o naufrágio do barco a vapor com pás Normandy, George Shaw-Lefevre disse que:
Na opinião da Câmara do Comércio, não será possível obrigar os passageiros dos vapores a trafegar entre a Inglaterra e a França para ter botes suficientes para os numerosos passageiros que eles costumam transportar. Eles invadiriam os conveses, e adicionariam mais perigo do que evitariam.
A prática das mulheres e das crianças surgiu pela primeira vez das ações de soldados durante o naufrágio do navio da Marinha Real Britânica HMS Birkenhead em 1852 após atingir pedras. O Capitão Robert Salmond ordenou ao Coronel Seton para enviar homens às bombas de água; sessenta foram direcionados para esta tarefa, mais sessenta foram designados para as polias dos botes salva-vidas e o resto foram colocados no poop deck para elevar a popa do navio. As mulheres e crianças foram colocadas nos cúters do navio, em suas laterais. O naufrágio foi imortalizado em jornais e pinturas da época, e em poemas como o de Rudyard Kipling de 1893 "Soldier an' Sailor Too".

### Século XX

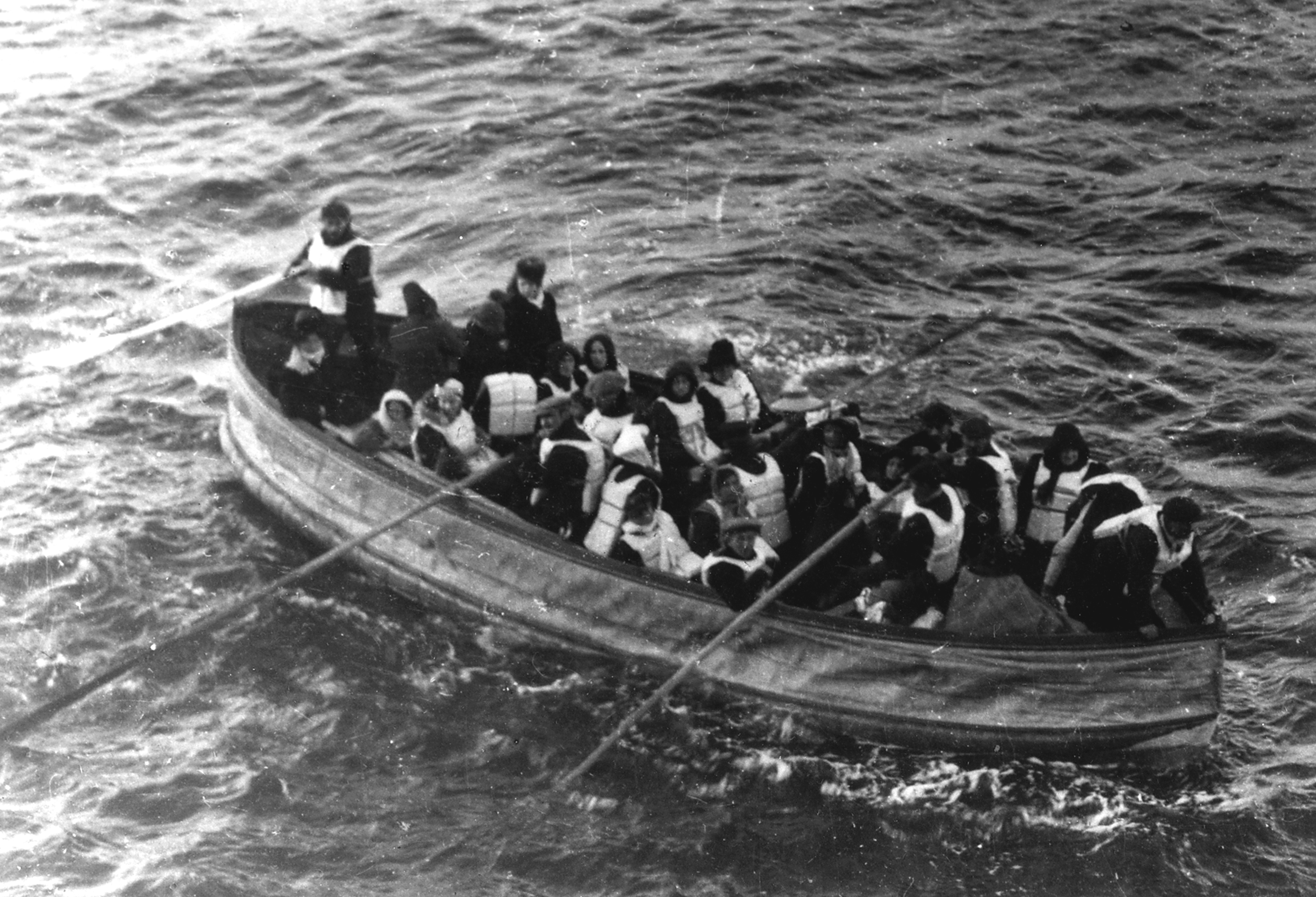
Sobreviventes do naufrágio do RMS Titanic a bordo de um bote desmontável.

Na virada do século XX, navios maiores significavam que mais pessoas poderiam viajar, mas as regras ainda eram geralmente insuficientes para que se provesse botes para todos os passageiros: por exemplo a legislação britânica sobre o número de botes salva-vidas era baseado na tonelagem de uma embarcação e abrangia embarcações de "10.000 toneladas brutas e acima". O resultado foi que um naufrágio geralmente envolvia um dilema moral para passageiros e tripulantes quanto a quem seria salvo devido ao número limitado de botes.
A frase popularizada por seu uso durante o naufrágio do RMS Titanic. O Segundo Oficial Charles Lightoller sugeriu ao Capitão Edward Smith, "Não é melhor colocar as mulheres e as crianças dentro dos botes, senhor?", Ele ouviu e acenou com a resposta." Smith então ordenou para Lightoller e Murdoch para "colocar as mulheres e as crianças dentro e abaixar". O Primeiro Oficial Murdoch e o Segundo Oficial Lightoller interpretaram a ordem de evacuação de maneiras diferentes: Murdoch interpretou a ordem como sendo mulheres e crianças primeiro, enquanto Lightoller entendeu como sendo apenas mulheres e crianças. Lightoller baixava botes com assentos vazios se não houvesse mais mulheres e crianças aguardando o embarque, enquanto Murdoch permitiu um número limitado de homens embarcar se todas as mulheres e crianças próximas tivessem embarcado. Como consequência, 74% das mulheres e 52% das crianças a bordo foram salvas, e somente 20% dos homens.  Alguns oficiais no Titanic interpretaram mal a ordem do capitão Smith e tentaram evitar que os homens embarcassem nos botes salva-vidas. Pretendeu-se que as mulheres e as crianças embarcassem primeiro, com os espaços livres restantes para os homens. Porque nem todas as mulheres e crianças foram salvas no Titanic, e poucos homens sobreviveram, como o presidente da White Star J. Bruce Ismay, foram inicialmente classificados como covardes.

### Século XXI
Não existe base legal para o protocolo de mulheres e crianças primeiro no direito marítimo internacional.
Uma mais recente aplicação de "mulheres e crianças primeiro" ocorreu em março de 2011, quando um restaurante flutuante em Covington, Kentucky, saiu de suas amarras, levando 83 pessoas para dentro do Rio Ohio. Mulheres foram resgatadas primeiro mas não houve vítimas de nenhum sexo.

## Livros e artigos consultados
- Ballard, Robert D. (1987). The Discovery of the Titanic. Toronto: Madison. ISBN 978-0-446-67174-3
- Benedict, Michael Les; Gardner, Ray (2000). «When That Great Ship Went Down». In the Face of Disaster: True Stories of Canadian Heroes From the Archives of Maclean's. New York, N.Y: Viking. ISBN 0-670-88883-4
- Delap, Lucy (20 de janeiro de 2012). «Shipwrecked: women and children first?». University of Cambridge
- de Castella, Tom (16 de janeiro de 2012). «Costa Concordia: The Rules of Evacuating a Ship». BBC News
- Elinder, Mikael; Erixson, Oscar (2012), Every man for himself: Gender, Norms and Survival in Maritime Disasters (PDF), Uppsala Universitet, consultado em 28 de dezembro de 2017, arquivado do original (PDF) em 17 de abril de 2012
- George, Alison (30 de julho de 2012). «Sinking the Titanic 'women and children first' myth». NewScientist. Consultado em 31 de julho de 2012
- Heinlein, Robert Anson (1978). Double Star. [S.l.]: Gregg Press. p. 169. ISBN 0-8398-2446-7
- Lord, Walter (1997). A Night to Remember. New York, NY: Bantam. ISBN 978-0-553-27827-9
- Marshall, Logan (2004). Sinking of the Titanic and Great Sea Disasters. [S.l.: s.n.] ISBN 1-4191-4735-8. Consultado em 27 de fevereiro de 2008
- Meagher, Sharon M. (2004). Women and Children First: Feminism, Rhetoric, and Public Policy. [S.l.]: Suny Press. ISBN 978-0-7914-8285-8
- Smiles, Samuel (1859). Self-Help. [S.l.: s.n.] ISBN 1-4068-2123-3
- Smith, Wes (29 de dezembro de 1996). «Sensitive Guys Are Looking More Closely At Their Maleness». Chicago Tribune. Consultado em 28 de dezembro de 2017. Arquivado do original em 15 de maio de 2013
- Stilgoe, John R. (2003). Lifeboat. [S.l.]: University of Virginia Press. ISBN 0-8139-2221-6